# Campeonato Guianense de Futebol Feminino de 2023-24
A GFF Women's League 2023-24 foi a 5ª edição oficial do Campeonato Guianense de Futebol Feminino, e a primeira no atual formato. Foi organizada pela Federação de Futebol da Guiana (GFF) e contou com a participação de 6 clubes na Division 1, a primeira divisão.
A temporada iniciou-se em outubro de 2023, com a partida entre Defence Force, campeãs da última edição, e Fruta Conquerors, atuais vice-campeãs. Após 3 meses de torneio, a equipe da Defence Force conquistou o primeiro turno, em dezembro de 2023.
O segundo turno iniciou-se em março de 2024, com a partida entre Defence Force e Pakuri Jaguars FC. Ele durou até o mês de junho, consagrando a equipa do Defence Force como tricampeã nacional.

## Times participantes
Participaram da primeira divisão da liga, em novo formato, as seis equipes melhores colocadas na temporada anterior, que havia sido realizada em formato misto.
| Time               | Cidade     | Em 2022-23  |
| ------------------ | ---------- | ----------- |
| Potaro Strikers FC | Buxton     | 6º colocado |
| Fruta Conquerors   | Georgetown | 2º colocado |
| Defence Force      | Georgetown | Campeão     |
| Pakuri Jaguars FC  | Georgetown | 4º colocado |
| Police Force       | Georgetown | 3º colocado |
| Santos FC          | Georgetown | 5º colocado |

## Classificação final
| # | Equipa           | J | V | E | D | GP | GC | SG  | Pts | Classificação              |
| - | ---------------- | - | - | - | - | -- | -- | --- | --- | -------------------------- |
| 1 | GDF (C)          | 9 | 9 | 0 | 0 | 94 | 1  | +93 | 27  | Campeãs                    |
| 2 | Police FC        | 9 | 7 | 0 | 2 | 77 | 5  | +72 | 21  | Salvas                     |
| 3 | Fruta Conquerors | 9 | 4 | 1 | 4 | 16 | 54 | −38 | 13  | Salvas                     |
| 4 | Potaro Strikers  | 8 | 1 | 2 | 5 | 14 | 29 | −15 | 5   | Salvas                     |
| 5 | Pakuri Jaguars   | 8 | 1 | 1 | 6 | 5  | 80 | −75 | 4   | Salvas                     |
| 6 | Santos(N)        | 5 | 0 | 0 | 5 | 0  | 36 | −36 | 0   | Rebaixadas para 2ª Divisão |

Última atualização em 19 de maio de 2024
Fonte: G.C.
Regras para classificação: 1º pontos; 2º saldo de gols; 3º gols pró.
(C) = Campeão; (R) = Rebaixado; (P) = Promovido; (O) = Vencedor do play-off; (A) = Classificado para a próxima fase. 
Somente aplicável se a temporada não tiver terminado: 
(Q) = Classificado para a fase do torneio indicada; (TQ) = Classificado para o torneio, mas não para a fase indicada; (DQ) = Desclassificado do torneio.

(N) A equipa do Santos FC desistiu oficialmente da competição em 18 de abril de 2024, após não ter conquistado nenhum ponto em 4 partidas jogadas.

## Premiação
| Campeonato Guianense de Futebol Feminino de 2023-24 |
| Guiana                                              |
| --------------------------------------------------- |
| Guyana Defence Force FC Campeãs (3º título)         |